# Schatz von Thetford

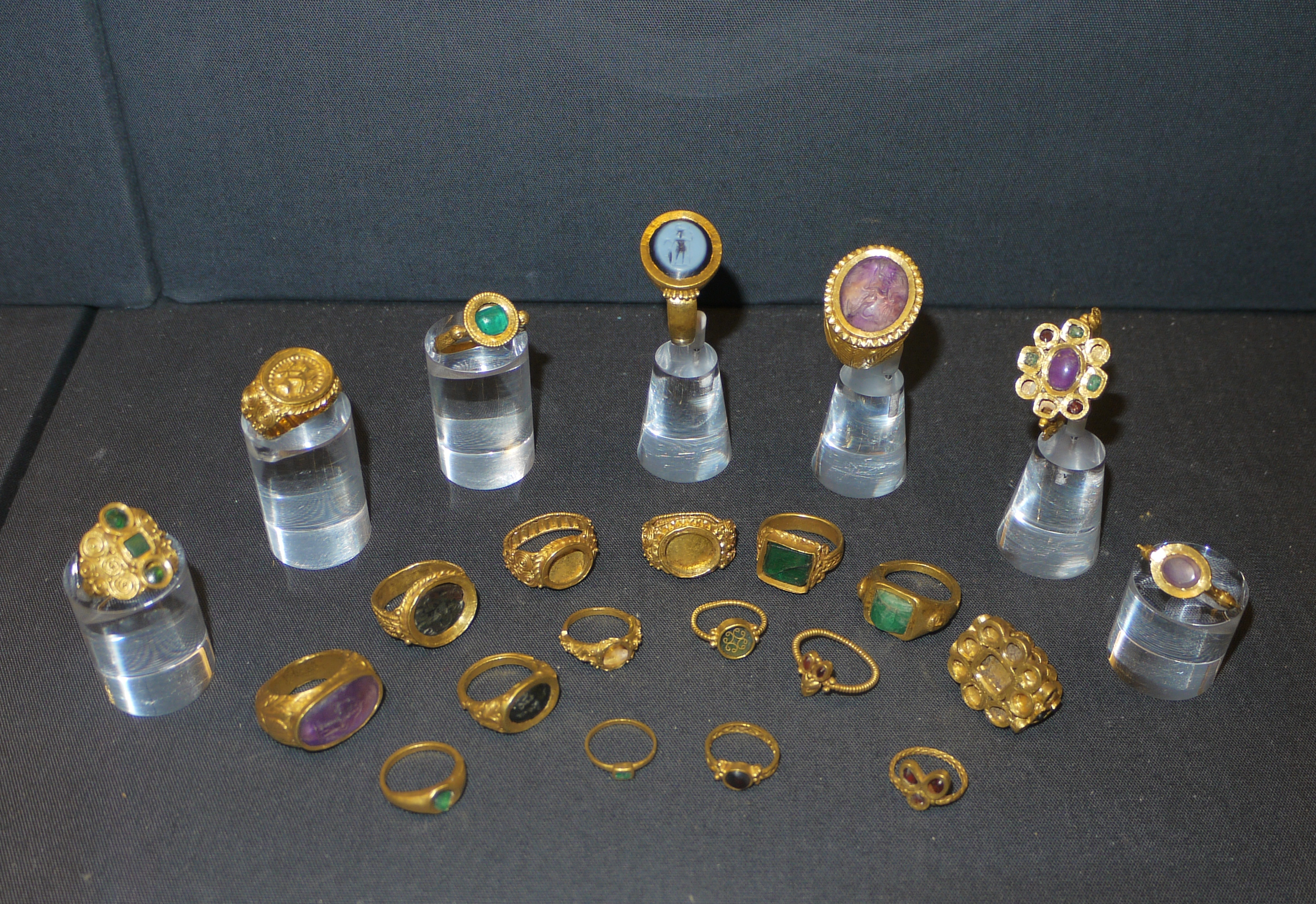
Ringe aus dem Fund

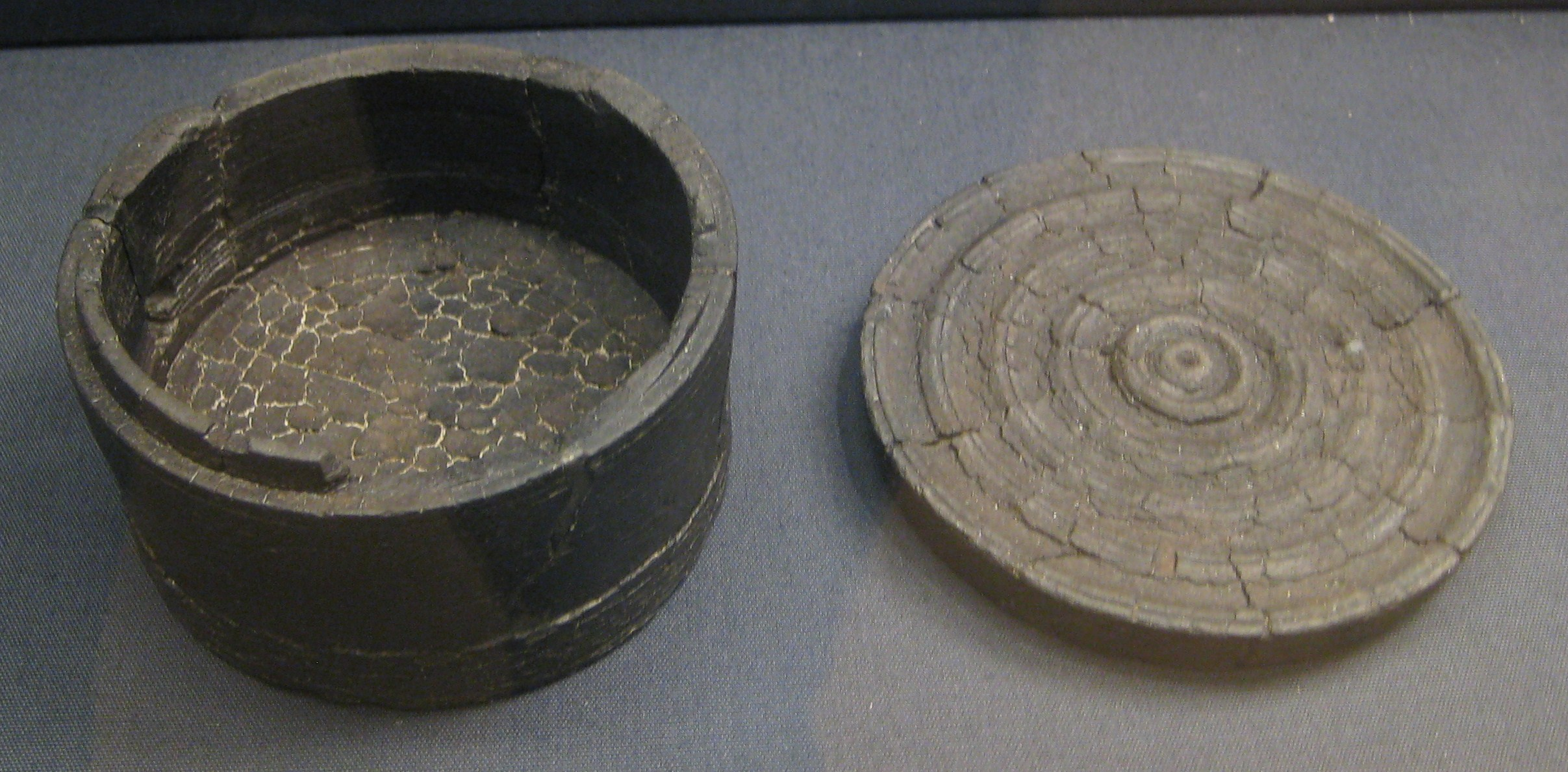
Schieferdose, in der einige Teile aufbewahrt waren

Der Schatz von Thetford ist ein spätantiker Depotfund, der 1979 auf dem Gallows Hill bei Thetford (Grafschaft Norfolk) entdeckt wurde. Das Fundensemble datiert nach stilistischen Merkmalen in die Zeit um 380 bis 400 n. Chr., also in die Spätzeit des römischen Britannien. Es ist möglicherweise ein Beleg für die Fortsetzung heidnischer Kulte in Britannien bis ins 5. Jahrhundert.

## Fund
Der Fund wurde im November 1979 bei illegalen Sondierungen mit einem Metalldetektor auf einem Baugelände entdeckt. Die Raubgrabung wurde nicht dokumentiert. Der Finder  versuchte, einzelne Teile zu verkaufen. Erst mehrere Monate später wurden Archäologen auf den Fund aufmerksam. Zu diesem Zeitpunkt war der Fundort bereits überbaut und der Finder konnte keine Auskünfte über die Umstände seines Fundes mehr machen, da er schwerkrank war und noch 1980 starb. Daher gingen wichtige Informationen zur Zusammensetzung und Bedeutung des Ensembles verloren. Vermutlich fehlen auch Teile des Schatzes, die der Raubgräber in der Eile nicht fand.

## Fundzusammensetzung
Insgesamt gelangten 83 Objekte in das British Museum in London. Die Exemplare aus Gold wiegen zusammen etwa 1½ römische Pfund (libra), diejenigen aus Silber drei römische Pfund. Ein außergewöhnliches Stück ist eine goldene Gürtelschnalle mit Darstellung eines Satyrs. Zum Schmuck sind 22 Goldfingerringe, vier Goldarmringe, zwei goldene Herkuleskeulen, ein Goldamulett, acht Halsketten oder Teile davon, zwei Gemmenanhänger, eine ungefasste Gemme und fünf einzelne Perlen zu zählen. Weiterhin fanden sich drei Silbersiebchen und 33 Silberlöffel, sowohl solche mit spitzem Stiel (Cochlear) als auch solche mit gebogenem Schwanenhalsgriff. Teile des Schmucks waren in einer Dose aus Schiefer aufbewahrt. Andere Objekte wie die Löffel sollen frei in der Erde gelegen haben, jedoch ist es möglich, dass der unerfahrene Finder Reste eines Behältnisses übersehen hat.

## Bewertung
Auf mehreren Löffeln findet sich eine inschriftliche Widmung für Faunus. Ob das Fundensemble mit dieser Gottheit in Verbindung steht, wird diskutiert. Es könnte sich dann um den Besitz einer Kultgemeinde oder um einen Tempelschatz handeln. Eine neue Studie stellt Hypothesen über den Niedergang des Heidentums in Britannien in Frage. In einer im Journal of Roman Archaeology veröffentlichten Studie argumentiert Ellen Swift, Professorin an der University of Kent, dass der Schatz im frühen bis mittleren 5. Jahrhundert n. Chr. vergraben wurde – Jahrzehnte später als bisher angenommen.